# Anne Neville
Anne Neville (11. juni 1456 – 16. marts 1485) var den yngste datter af Richard Neville, 16. jarl af Warwick også kendt som Kongemageren". Hun var først prinsesse af Wales gennem sit første ægteskab med Edvard af Westminster, Prins af Wales (eneste søn og arving til Henrik 6. af England) og derefter dronning af England gennem sit andet ægteskab med Richard, hertug af Gloucester, da han blev kronet som kong Richard 3.
Som medlem af den magtfulde Neville-slægt, spillede hun en væsentlig rolle i Rosekrigene, der blev udkæmpet mellem slægterne York og Lancaster om retten til den engelske trone. Hendes far Warwick forlovede hende som ung pige med Edvard, prins af Wales, søn af Henrik 6. Ægteskabet skulle sikre en alliance med Huset Lancaster og standse borgerkrigen mellem de to huse i Lancaster og York.
Efter prins Edvards død giftede hun sig med Richard, hertug af Gloucester, yngre bror til kong Edvard 4. og Georg, hertug af Clarence, Annes ældre søster Isabel Nevilles ægtemand. Anne blev dronning, da Richard 3. besteg den engelske trone i juni 1483 efter, at Edvard 4.'s børn med Elizabeth Woodville var blevet erklæret for illegitime. Anne Neville døde i marts 1485, fem måneder før sin mand, Richard. Hendes eneste barn var Edvard af Middleham, der døde før hende.

## Tidlige liv
Anne Neville blev født på Warwick Castle, den yngste datter af Richard Neville, 16. jarl af Warwick og Anne de Beauchamp. Hendes far var en af de mest magtfulde adelsmænd i England og den vigtigste støtte til Huset York. Hendes bedstefars søster, Cecily Neville, var hustru til Richard, hertug af York, der gjorde krav på tronen for Huset York.
En stor del af Anne Nevilles barndom blev tilbragt på Middleham Castle, en af hendes fars ejendomme, hvor hun og hendes ældre søster, Isabel, mødte to yngre sønner af hertugen af York: Richard, hertug af Gloucester (den senere Richard 3.) og George, hertug af Clarence. Særligt Richard blev trænet som ridder i Middleham fra midten af 1461 indtil i hvert fald foråret 1465, eller muligvis fra 1465 til slutningen af 1468. Det er muligt, at selv på dette tidlige stadium blev en forbindelse mellem jarlens døtre og de unge hertuger overvejet. Hertugen af York blev dræbt den 30. december 1460, men med Warwicks hjælp blev hans ældste søn i marts 1461 kong Edvard 4. I juli 1469 giftede Lady Isabel sig med Clarence, mens Anne Neville i juli 1470, efter jarlen af Warwicks flugt til Frankrig og troskifte, blev forlovet med Edvard af Westminster, Huset Lancasters arving til Englands trone, og gift med ham ved udgangen af det samme år.

## Prinsesse af Wales
Jarlen af Warwick havde i en tid været i strid med Edvard 4., idet han var bitter over at den nye dronnings familie, Woodville, dominerede hoffet. I 1469 forsøgte jarlen at placere sin svigersøn Georg på tronen, men mødte modstand fra parlamentet. Efter et nyt oprør mod kong Edvard mislykkedes i begyndelsen af 1470, blev Warwick tvunget til at flygte til Frankrig, hvor han allierede sig med det fordrevne Hus Lancaster i 1470. Med kong Henrik 6. fængslet i Tower of London var Lancaster-fraktionens de facto leder hans hustru, Margrete af Anjou, som var mistænksom over for Warwicks motiver. For at dæmpe disse mistanker blev Anne Neville formelt forlovet med Henrik 6. og Margrete af Anjous søn, Edvard af Westminster, på Château d'Amboise i Frankrig. De blev gift i Angers Katedral, sandsynligvis den 13. december 1470, for at gøre Anne Neville til prinsessen af Wales.
Warwick genindsatte Henrik 6. på tronen i oktober 1470, men Edvard 4. vendte tilbage til landet i marts 1471 og erobrede hurtigt London og tog Henrik 6. til fange Den mentalt svage Henrik 6. blev ført af Edvard 4. som fange til Slaget ved Barnet, hvor Warwick blev dræbt den 14. april 1471. Edvard 4. fængslede derefter Henrik 6. i Tower of London. Efter Huset Yorks afgørende sejr i Slaget ved Tewkesbury den 4. maj blev det berettet, at Henrik var død af "ren ærgrelse og melankoli", skønt "The Great Chronicle of London" rapporterede, at Richard, hertug af Gloucester, var ansvarlig for hans død. Som Constable of England udførte han sandsynligvis kong Edvards ordre om at dræbe Henrik til Constable of Tower.
Margrete af Anjou var vendt tilbage til England med Anne Neville og prins Edvard i april og medbragte yderligere tropper. I slaget ved Tewkesbury knuste Edvard 4. denne sidste Lancaster-hær. Prins Edvard blev dræbt i eller kort efter slaget, og Anne Neville blev taget til fange. Hun blev først ført til Coventry og derefter til sin svoger, hertugen af Clarences, hus i London, mens hendes mor Anne Beauchamp, Warwicks hustru, søgte asyl i Beaulieu Abbey. Da uroen havde sænket sig, og grevinden ønskede at få sine godser tilbage, nægtede Edvard 4. hendes sikker passage for at tale sin sag. Hun skrev til dronning Elizabeth og flere andre, men til ingen nytte.
Anne, nu enke, blev genstand for en art strid mellem Georg af Clarence og hans bror Richard af Gloucester, som stadig ønskede at gifte sig med hende. Anne Neville og hendes søster, hertuginden af Clarence, var arvinger til deres forældres store godser. Clarence, der var ivrig efter at sikre sig hele arven, behandlede hende som sin myndling og var imod, at hun blev gift, hvilket ville styrke hendes position til at kræve andel.
Der er forskellige beretninger om, hvad der skete efterfølgende, herunder fortællingen om, at Clarence gemte hende i en Londons kogebutik, forklædt som en tjener, så hans bror ikke ville vide, hvor hun var. Gloucester siges at have opsporet hende og eskorteret hende i sikkerhed i kirken St. Martins le Grand. For at vinde endeligt samtykke fra sin bror, Georg, til ægteskabet, gav Richard af Gloucester afkald på det meste af Warwicks jord og ejendom, herunder jarldømmet Warwick (som jarlen havde haft i sin hustrus ret) og Salisbury og overgav Clarence embedet som Great Chamberlain of England.

## Hertuginde af Gloucester
Den nøjagtige dato for brylluppet mellem Anne Neville og Richard, hertug af Gloucester, vides ikke, selvom de fleste kilder er enige om, at en ceremoni fandt sted engang i foråret 1472 i St. Stephen's Chapel i Palace of Westminster, efter at der blev udstedt en dispensation til giftermålet fra Rom den 22. april 1472. Dette fritog dem fra hindringen pga. slægtskab, der blev skabt, da Anne havde været gift med Edvard af Lancaster, som var Richards fætter af blodet. Parret etablerede deres ægteskabelige hjem i de velkendte omgivelser på Middleham Castle, Yorkshire, efter at Richard blev udnævnt til guvernør over Nordengland på kongens vegne. Efter hendes ægteskab blev Anne tiltalt som hertuginde af Gloucester. De fik kun et barn, sønnen Edvard, der blev født i Middleham angiveligt engang i 1473, men mere sandsynligt i 1476. Annes mor, grevinden af Warwick, sluttede sig til sin datters husstand i 1473, efter at Richard fik kongens tilladelse til at frigøre sin svigermor fra sit bevogtede asyl.
I 1478 arvede Anne Neville Lordship of Glamorgan. Titlen havde været i hendes fars besiddelse og var ved hans død blevet overført til Annes ældre søster Isabel Neville. Kvinder kunne ikke udøve herredømmet i deres egen ret, så titlen blev straks overført til Isabels mand, Georg Plantagenet, 1. hertug af Clarence. Ved hans død i februar 1478 overgik titlen til Anne og blev fremover styret af hendes mand, Richard af Gloucester, indtil hans død, hvor den overgik til den nye konge, Henrik 7.

## Dronning af England
Den 9. april 1483 døde Edvard 4., og Annes mand Richard blev udnævnt til Lord Protector for sin 12-årige nevø Edvard 5. Men den 25. juni 1483 blev Edvard 5. og hans søskende erklæret for illegitime, og Richard besteg tronen som kong Richard 3. Anne Neville blev kronet sammen med sin mand den 6. juli 1483 af Thomas Bourchier, ærkebiskop af Canterbury, den første fælles kroning i England i 175 år. Dronningens tog blev båret af Lady Margaret Beaufort, hvis søn besteg tronen som Henrik 7. efter at have besejret Richard i Slaget ved Bosworth. Næsten hele England var til stede ved det, der var et storslået skuespil. Richard og Annes søn Edvard af Middleham blev indsat som prins af Wales i York Minster den 8. september 1483 efter deres kongelige procession gennem hele England.
Anne havde et godt forhold til sin svigermor Cecily Neville, hertuginde af York, som hun diskuterede religiøse værker, såsom skrifterne af Mechtild af Hackeborn, med.
Edvard af Middleham døde pludseligt i april 1484 på Middleham Castle, mens hans forældre var i Nottingham på vej for at besøge ham. Både Richard og Anne blev overvældet af sorg over denne nyhed. Anne var særdeles sønderknust, og hun blev alvorligt syg kun få måneder senere.
Efter sin søns død adopterede Anne Neville sin nevø Edvard, jarl af Warwick. Efter Anne Neville død kan Richard muligvis have udnævnt en anden nevø, John de la Pole, jarl af Lincoln, til sin arving.

## Død
Anne Neville døde den 16. marts 1485, sandsynligvis af tuberkulose, i Westminster. Den dag hun døde, var der en formørkelse,  som af nogle blev betragtet som et tegn på hendes mands fald fra himmelsk nåde. Hun blev begravet i Westminster Abbey i en umarkeret grav til højre for højalteret, ved siden af døren til Confessor's Chapel. Richard 3. siges at have grædt ved hendes begravelse. Ikke desto mindre cirkulerede der rygter om, at Richard 3. havde forgiftet hende for at gifte sig med sin niece, Elizabeth af York.
Richard sendte Elizabeth væk fra hoffet til Sheriff Hutton og bestred offentligt disse rygter den 30. marts 1485 under en stormandsforsamling, som han indkaldte i St. John's Hospital. Han henvendte sig til dem "med en høj og tydelig stemme" og viste "sin sorg og vrede og sagde, at det aldrig var kommet ind i hans tanker eller sind at gifte sig på en sådan vis, heller ikke villig eller glad for hans dronnings død, men så ked af og i hjertet så tung som mennesket kan være..." Der er ingen grund til at tvivle på, at Richards sorg over hans hustrus død var ægte. Dokumenter, der senere blev fundet i de portugisiske kongelige arkiver, viser, at Richards ambassadører efter Annes død blev sendt i et formelt ærinde for at forhandle om et dobbelt ægteskab mellem Richard og den portugisiske konges søster Johanne, der nedstammede fra Huset Lancaster, og Elizabeth af York og Johannes fætter, hertug Emanuel (senere Emanuel 1).
Der var intet mindesmærke over dronning Anne indtil 1960, da en bronzetavle blev rejst på en mur nær hendes grav af The Richard III Society.

## Kulturelle optræden

### Teater og film
Anne Neville optræder i tre scener i William Shakespeares Richard den Tredje. I akt I, scene 2, overtaler Richard 3. hende til at gifte sig med ham. I akt IV, scene 1, lige før Richard 3.'s kroning, møder Anne Neville Edvard 4.'s enke og beklager sin egen position. I akt V, scene 3, er Anne Neville et af de spøgelser, der viser sig for Richard 3.
Vivien Leigh spillede Anne Neville i Richard den Tredje (1948, The Old Vic teater med Laurence Olivier
- Claire Bloom i Richard III (1955)
- Zoë Wanamaker i et BBC tv-skuespil (1983)
- Kristin Scott Thomas i Richard III (1995)
- Winona Ryder i Looking for Richard (1996)
- Faye Marsay i The White Queen (2013)
- Phoebe Fox i The Hollow Crown: The Wars of the Roses (2016)

Anne Neville optræder også i Tower of London (spillet af Rose Hobart ) og Tower of London (1962) (spillet af Joan Camden).
I tyske produktioner af musicalen Tanz Der Vampire (Vampyrernes dans) optræder der ved grev von Krolocks ball flere historiske figurer blandt vampyrerne, herunder Anne Neville og hendes mand kong Richard 3.

### Romaner
Anne Neville er en af hovedpersonerne i flere historiske romaner.
Hun er hovedpersonen i:
- Gladys_Malvern The Queen's Lady (1963)
- Jan_Westcott, Set Her on a Throne (1972)
- Frances Irwin, The White Pawn (1972)
- Frances Irwin, The White Queen (1974), efterfølger The White Pawn
- Evelyn Hood, The Kingmaker’s Daughter (1974)
- Hilda Brookman Stainer, The Kingmaker’s Daughter (1978)
- Lesley J. Nickell, The White Queen (1978), genoptrykt i 2014 som "The White Queen of Middleham"
- Maureen Peters, Beggar Maid, Queen (1980)
- Philippa Wiat, The Kingmaker's Daughter (1989)
- Jean Plaidy, The_Reluctant_Queen:_The_Story_of_Anne_of_York (1990)
- Eleanor Mennim, Anne Neville, Queen of England (1999), en fiktiv biografi
- Anne O'Brien, The Virgin Widow (2010)
- Philippa Gregory, The_Kingmaker's_Daughter (2012)
- Julie May Ruddock, A Daughter of Warwick (2012)
- Paula Simonds Zabka, Anne of Warwick The Last Plantagenet Queen (2012)
- Liz Orwin, The Maid's Tale: Anne (2016)

Anne Neville er en af hovedpersonerne i:
- Olive Eckerson, The Golden Yoke (Coward-McCann, 1961)
- Margaret Davidson, My Lords Richard (1979)
- Rhoda Edvards, Fortune's Wheel (1978) og The Broken Sword (også med titlen "Some Touch of Pity", 1977)
- Anne Powers, The Four Queens (1977) (også kendt som The Royal Consorts (1978) eller Queen's Ransom (1986))
- Sharon Kay Penman, The Sunne in Splendour (1982)
- Paula Simonds Zabka, Desire the Kingdom (2002)
- Sandra Worth's The Rose of York trilogi - Love and War (2003), Crown of Destiny (2006), og Fall From Grace (2007)
- Sylvia Charlewwod, King Richard III & Anne Neville: their love story (2015)

### Faglitteratur
- Michael Hicks, Anne Neville: Queen to Richard III (2006)
- Amy Licence, Anne Neville: Richard III's Tragic Queen (2013)
- J. L. Laynesmith, The Last Medieval Queens: English Queenship 1445–1503 (2004)